# Renato Zanone
Renato Zanone (* 22. April 1903 in Turin; † 28. Januar 1982 in Aosta) war ein italienischer Radrennfahrer.

## Sportliche Laufbahn
Zanone war im Straßenradsport aktiv. Als Amateur wurde er 1926 italienischer Vizemeister im Straßenrennen. 1927 gewann er das Eintagesrennen Tre Valli Varesine. Bei den Straßenradsport-Weltmeisterschaften 1926 startete er in der italienischen Nationalmannschaft und belegte den 13. Platz. 1927 wurde er Unabhängiger und blieb bis 1932 aktiv. Den Giro d’Italia bestritt er 1927, beendete die Rundfahrt jedoch nicht.